# Sollo

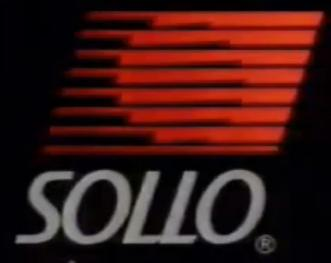

Sollo foi uma bandeira de cartão de crédito brasileira, criada pela American Express na década de 1990, voltada ao público de classe média, com renda em torno de cinco salários mínimos. Era emitido pelos bancos: Bamerindus, BCN, Boavista e Econômico.
A American Express descontinuou os cartões Sollo no final da década de 1990.